# گرشتونگن
گرشتونگن (به آلمانی: Gerstungen) یک شهر در آلمان است که در وارتبورگکرایس واقع شده‌است. گرشتونگن ۶٬۳۰۴ نفر جمعیت دارد.